# Chrysophlegma flavinucha
El pito nuquigualdo (Chrysophlegma flavinucha) es una especie de ave piciforme de la familia Picidae que vive en la región indomalaya.

## Descripción
El pito nuquigualdo mide entre 31,5 y 35 cm de largo. Su plumaje es principalmente verde oliváceo, más claro en las partes inferiores. Presenta un penacho que es del mismo color que el resto de la cabeza en la parte frontal pero que en la parte posterior es amarillo como su nuca y parte posterior del cuello, que también presentan plumas erizadas. Sus plumas primarias son pardas con listas negras y su cola es negra. Sus infrabigoteras son amarillas y algunas subespecies también pueden tener la garganta amarilla. Su pico es blanquecino. El plumaje de los juveniles es de tonos más apagados, tienen las partes inferiores más claras y pueden presentar listado difuso en el vientre.

## Distribución y subespecies
Se reconocen las siguientes:
- C. f. kumaonense Koelz, 1950 - los Himalayas centrales
- C. f. flavinucha (Gould, 1834) - noreste y este de la India hasta Burma, oeste de Tailandia, sur de China, norte de Laos y noroeste de Vietnam.
- C. f. ricketti Styan, 1898 - sudeste de China y la zona de Tonkin del norte de Vietnam
- C. f. styani Ogilvie-Grant, 1899 - Hainan y la zona cercana del sudeste de China
- C. f. pierrei (Oustalet, 1889) - sudeste de Tailandia hasta el sur de Vietnam
- C. f. wrayi Sharpe, 1888 - península Malaya
- C. f. mystacale Salvadori, 1879 - norte de Sumatra
- C. f. korinchi Chasen, 1940 - sur de Sumatra